# Karcsútönkű kupakgomba
A karcsútönkű kupakgomba (Entoloma hebes) a döggombafélék családjába tartozó, Európában és Észak-Amerikában honos, erdőszéleken, parkokban, füves területeken élő, nem ehető gombafaj.

## Megjelenése
A karcsútönkű kupakgomba kalapja 1-3 (5) cm széles, alakja harangszerű, idősen laposan kiterül, többnyire közepén egy kis púppal. Széle áttetszően bordás. Felszíne selymes. Higrofán: színe nedvesen barna, szürkésbarna vagy vörösesbarna, a közepe sötétebb; szárazon halványabb. 
Húsa vékony, törékeny, színe világosbarna. Szaga kellemetlen, íze az avas lisztre vagy halra emlékeztet. 
Sűrű lemezei éppencsak tönkhöz nőttek, szabadon állónak látszanak. Színük eleinte halványszürke, piszkos-halványsárga, éretten rózsás, húsbarnás árnyalattal. 
Tönkje akár 15 cm is lehet. Alakja karcsú, törékeny. Színe a kalapéval megegyezik. Felszíne a csúcsán fehéresen hamvas, lejjebb hosszanti szálas, a tövéhez fehér micéliumfonadék kapcsolódik. 
Spórapora rózsaszínű. Spórájának mérete 8,5 x 11,5 µm.

### Hasonló fajok
A tavaszi törékeny kupakgomba nagyon hasonlít hozzá, termőidején kívül csak mikroszkópos tulajdonságaiban különbözik. Összetéveszthető a tavaszi döggombával is.

## Elterjedése és termőhelye
Európában és Észak-Amerikában honos.
Lomberdők tisztásain, erdőszéleken, parkokban, temetőkben, füves területeken található meg, általában nedves talajon. Kora nyártól őszig terem. 

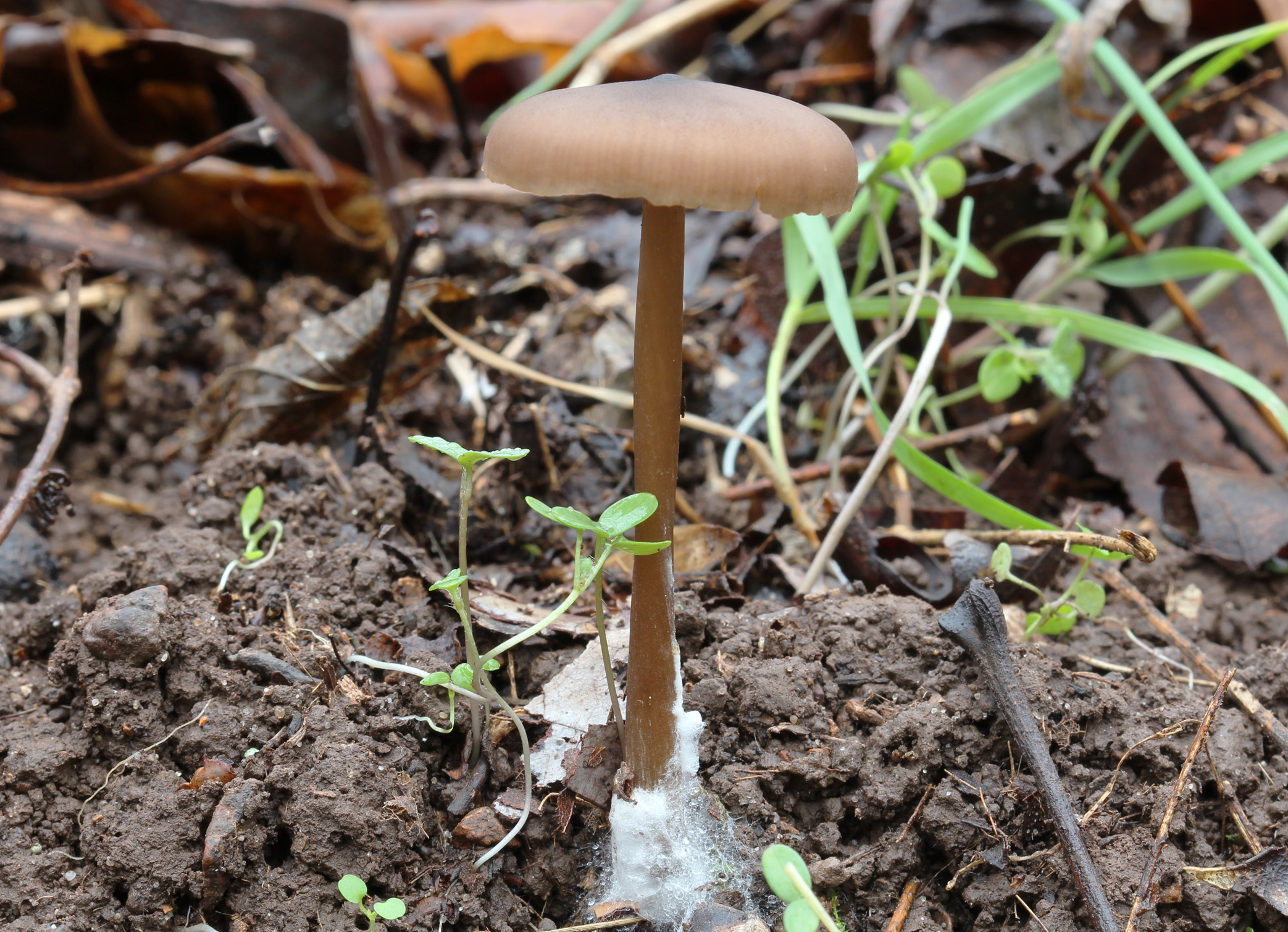
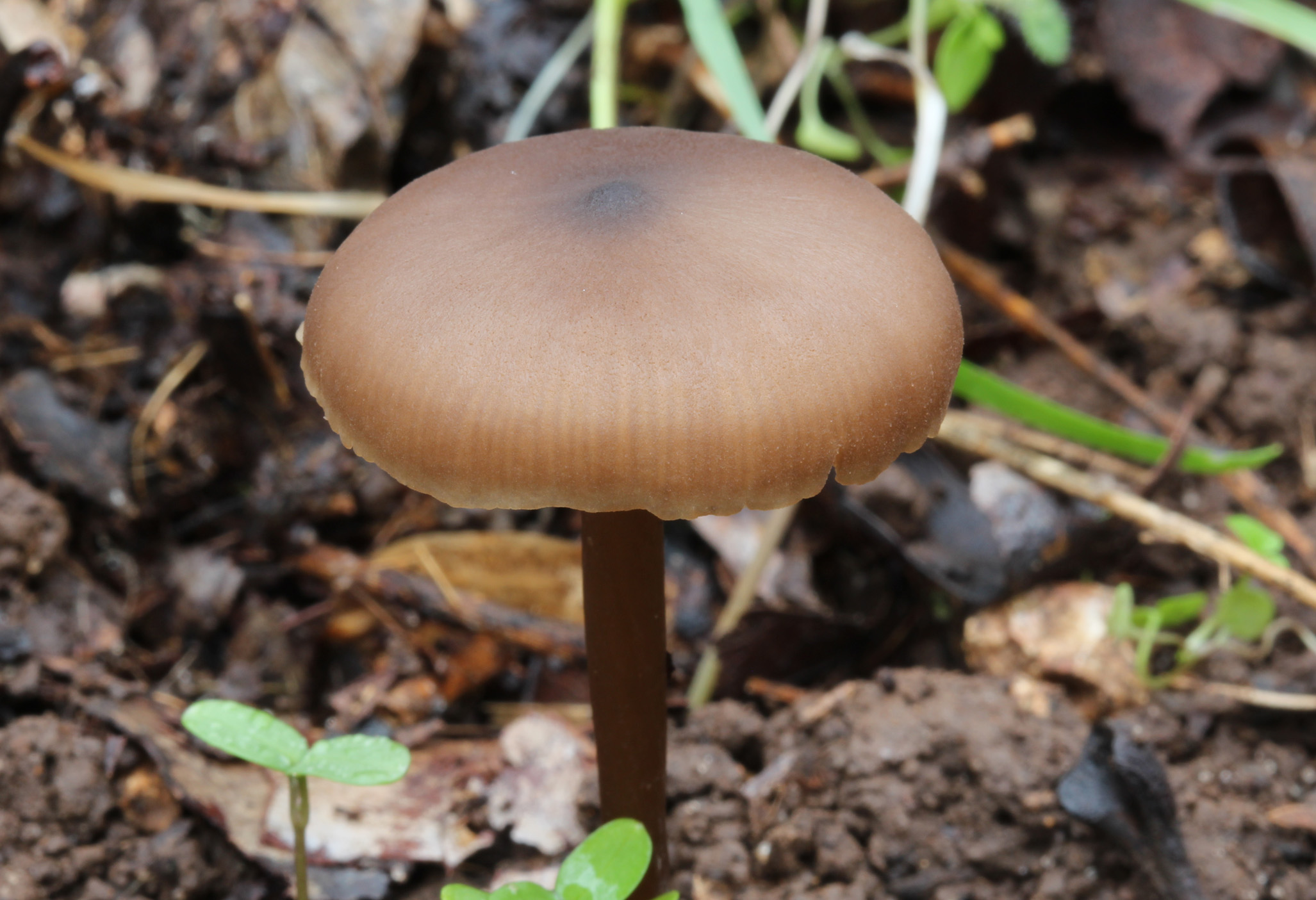
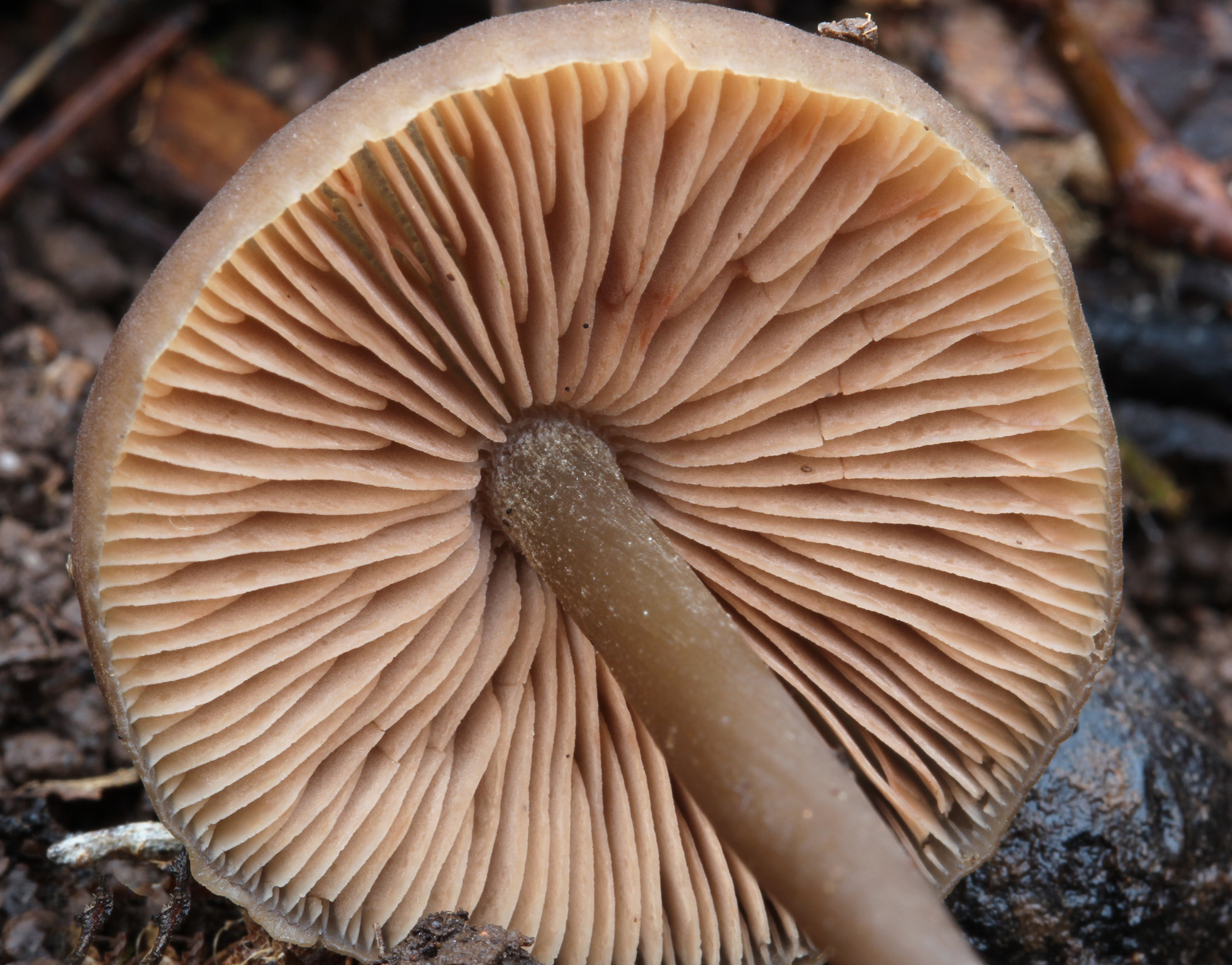
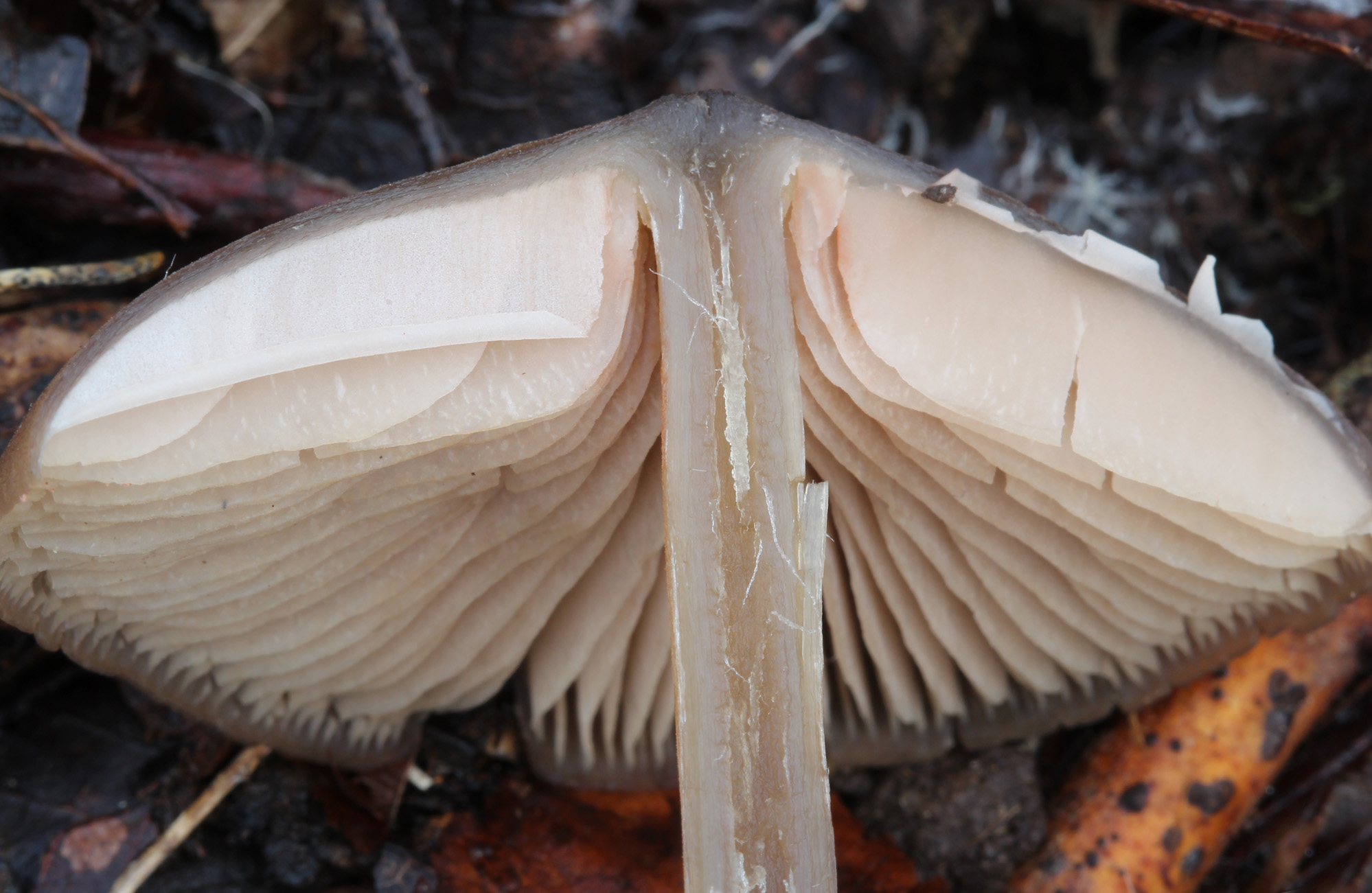

Nem ehető.